# Ellochotis fraudulenta
Ellochotis fraudulenta är en fjärilsart som beskrevs av Edward Meyrick 1912. Ellochotis fraudulenta ingår i släktet Ellochotis och familjen äkta malar. Inga underarter finns listade i Catalogue of Life.